# North Richmond
North Richmond is een plaats in Contra Costa County in Californië in de VS.
Het totale bevolkingsaantal bedroeg in 2000 ongeveer 2300. Het bevindt zich naast Richmond, 30 km ten westen van San Francisco, 65 mijl ten oosten van Sacramento, en 105 ten zuiden van San Jose.